# Tuuli (prénom)
Pour les articles homonymes, voir Tuuli.
Tuuli est un prénom féminin estonien et finnois signifiant vent. Ce prénom peut désigner:

## Prénom
- Tuuli Mattelmäki (en) (née en 1965), designer industriel finlandaise
- Tuuli Petäjä (née en 1983), véliplanchiste finlandaise
- Tuuli Rand (en) (née en 1990), chanteuse estonienne
- Tuuli Takala (en) (née en 1987), chanteuse classique et soprano finlandaise
- Tuuli Tasa (en) (née en 2002), joueur estonien de football
- Tuuli Tomingas (née en 1995), biathlète estonienne
- Tuuli Vahtra (en) (née en 1989), joueuse d'échecs estonienne

## Référence
1. ↑  (en) Eesti etümoloogiasõnaraamat: tuul.